# 50553 Dilles
50553 Dilles è un asteroide della fascia principale. Scoperto nel 2000, presenta un'orbita caratterizzata da un semiasse maggiore pari a 2,6566419 au e da un'eccentricità di 0,1005772, inclinata di 14,11533° rispetto all'eclittica.